# أم رغيلة
منخفض أم رغيلة منطقة عراقية في جنوب مدينة السلمان بقضاء السلمان في محافظة المثنى في صحراء الحجرة بالبادية العراقية بجنوب العراق.